# Arte
«Арте» («Arte», аббревиатура от фр. Association Relative à la Télévision Européenne) — франко-немецкая телепрограмма, вещание по которым с 30 мая 1992 года ведётся одноимённой группой экономических интересов, анонимным обществом «Арте Франс», Вторым германским телевидением и вещательными организациями земель Германии, координируемая Вторым германским телевидением. 
Фактически является двумя отдельными телепрограммами - франкоязычной «Арте Франсес» (Arte Français) (с 28 сентября 1992 году до 29 ноября 2011 года ретранслировалась по французской 5-й программе в качестве её вечерних передач, тогда как утренние и дневные передачи передавала французская государственная компания «Франс 5») и германоязычной «Арте Дойч» (Arte Deutsch), при этом обе состоят практически из одних и тех же передач — передачи произведённые земельными государственными вещательными организациями Германии и ЦДФ или частными организациями по их заказу дублируются на французский язык и включаются в «Арте Франсес» наряду с передачами «Арте Франс», аналогично передачи подготовленные «Арте Франс» или частными организациями по её заказу переводятся на немецкий язык и включаются в «Арте Дойч» наряду с передачами вещательных организаций немецких земель и ЦДФ.

## Телепередачи
- информационная программа «Arte Journal[нем.]», с 7 января 2012 года фактически две информационные программы — одна на французском языке на Arte Français, одна на немецком языке на Arte Deutsch, подготовку обеих осуществляет само Arte GEIE в своём аппаратно-студийном комплексе в Страсбурге, также выходит 10-минутный выпуск по обеим каналам в 14.50, без ведущих, на Arte Français на французском языке, Arte Deutsch — на немецком языке. Подготовку репортажей осуществляет корреспонденты земельных государственных вещательных организаций Германии, корреспонденты ZDF и корреспонденты Arte France, до 2012 гг. выпуски «Arte Journal» на французском языке чередовались по обеим программам ежедневно, в 1998—2010 года вместо ней существовали информационная программа «Arte Info» и тележурнал о культуре «Arte Culture», а в 1992—1998 гг. выходила информационная программа без дикторов «8 ½».
- ток-шоу, тележурналы, документальные телефильмы и телесериалы «28 minutes» (производство KM Production по заказу Arte France), «Court-circuit», (производство Arte France), «Vox Pop» (производство Magnéto Presse по заказу Arte France);
- телевикторины и концертные передачи;
- научно-популярные передачи, такие как «Archimède» (совместное производство Arte Frane, BR и ZDF) и «Xenius» (производство Labo M по заказу NDR, WDR, Bilderfest по заказу BR, WDR и hr, AVE по заказу ZDF);
- художественно-публицистические передачи;
- премьеры и повторы телефильмов и телесериалов, как снятых по заказу группы «Арте» или компании «Арте Франс», так и другие;
- телевизионные премьеры и повторы кинофильмов, включая мультипликационные, как снятых при участи компании «Арте Франс Синема» или группы «Арте», так и другие;

## Комментарии
1. 1 2 3 4 5  В связи с тем, что телеканал не образует отдельную организацию
2. ↑  Здесь: земли Германии (земельные учреждения теле- и радиовещания Германии), Агентство государственного имущества Франции, компании «France 3», «Radio France», Национальный институт аудиовизуала (компания «Arte France»), компании «Arte France» и «Arte Deutschland» (группа экономических интересов «Arte»)
3. ↑  Здесь: земли Германии (земельные учреждения теле- и радиовещания Германии), Агентство государственного имущества Франции, компании «France Televisions», «Radio France», Национальный институт аудиовизуала (компания «Arte France»), компании «Arte France» и «Arte Deutschland» (группа экономических интересов «Arte»)
4. ↑  Фредерик Берейзиа и пр.
5. ↑  Здесь: Брюно Патино (председатель попечительского комитета группы экономических интересов «Arte» и председатель правления анонимного общества «Arte France»), Бернар Леви (председатель совета директоров анонимного общества «Arte France»)